# Non rimpiango la mia giovinezza
Non rimpiango la mia giovinezza (わが青春に悔なし?, Waga seishun ni kuinashi), noto anche con il titolo Nessun rimpianto per la mia giovinezza, è un film del 1946 diretto da Akira Kurosawa.
Il film si ispira alla vicenda realmente accaduta del professor Takikawa e del suo allievo Hidemi Ozaki, torturato e ucciso durante un interrogatorio di polizia.

## Trama
I personaggi principali sono il professor Yagihara, sua figlia Yukie e il suo allievo Noge.
Alla vicenda politica del giovane Noge, sempre più coinvolto nell'opposizione al crescente militarismo giapponese, si accompagna quella sentimentale relativa al rapporto tra i due giovani.
Dopo il loro primo incontro, i due si vedono alle riunioni tenute nella casa del professore. In seguito vivono insieme a Tokyo. Tuttavia un giorno la situazione precipita: Noge viene arrestato e la stessa Yukie è interrogata dalla polizia. Ella verrà a sapere della morte del giovane solo al momento del suo rilascio. Si reca così al villaggio natale di Noge ove decide di rimanere accanto ai genitori di lui, prostrati dalla perdita ed emarginati dagli altri contadini per essere i genitori di una spia. Rimarrà lì anche dopo la fine della guerra.